# Vigésimo primer problema de Hilbert
El vigésimo primer problema de Hilbert (uno de los conocidos como veintitrés Problemas de Hilbert, publicados en 1900 por el matemático alemán David Hilbert), se refiere a la existencia de una cierta clase de ecuaciones diferenciales lineales con puntos singulares y monodromía especificados. El problema quedó finalmente resuelto mediante contraejemplos proporcionados por Andréi Bolibruj en 1989. 

## Declaración
El problema original se expresó de la siguiente manera (traducción de una versión inglesa de 1902):
Prueba de la existencia de ecuaciones diferenciales lineales que tienen un grupo monodrómico prescrito
En la teoría de ecuaciones diferenciales lineales con una variable independiente z, deseo indicar un problema importante que muy probablemente el mismo Bernhard Riemann pudo haber tenido en mente. Este problema es el siguiente: Para mostrar que siempre existe una ecuación diferencial lineal de clase fucsiana, con puntos singulares y monodromía dados. El problema requiere la producción de n funciones de la variable z, regulares en todo el plano z complejo excepto en los puntos singulares dados; en estos puntos, las funciones pueden llegar a ser infinitas de solo orden finito, y cuando z describe circuitos alrededor de estos puntos, las funciones se someterán a los sustitución lineal prescritos. El conteo de constantes ha demostrado que la existencia de tales ecuaciones diferenciales es probable, pero la prueba rigurosa se ha obtenido hasta este momento solo en el caso particular en el que las ecuaciones fundamentales de las sustituciones dadas tienen raíces todas de magnitud absoluta unidad. () ha dado esta prueba, basada en la teoría de Poincaré sobre la función zeta fuchsiana. La teoría de las ecuaciones diferenciales lineales tendría, evidentemente, una apariencia más completa si el problema aquí esbozado pudiera resolverse mediante algún método perfectamente general.

## Definiciones
De hecho, es más apropiado hablar no de ecuaciones diferenciales, sino de sistemas lineales de ecuaciones diferenciales: para realizar cualquier monodromía mediante una ecuación diferencial se tiene que admitir, en general, la presencia de singularidades aparentes adicionales, es decir, singularidades con monodromía local trivial. En un lenguaje más moderno, los (sistemas de) ecuaciones diferenciales en cuestión son los definidos en el plano complejo, menos unos pocos puntos, y con una singularidad regular en ellos. Una versión más estricta del problema requiere que estas singularidades sean fuchsianas, es decir, polos de primer orden (polos logarítmicos). Se prescribe un monodromía, mediante una representación compleja de dimensión finita del grupo fundamental del complemento en la esfera de Riemann de esos puntos, más el punto del infinito, hasta la equivalencia. El grupo fundamental es en realidad un grupo libre, en 'circuitos' que van una vez alrededor de cada punto faltante, comenzando y terminando en un punto base dado. La pregunta es si la aplicación de estas ecuaciones fuchsianas a clases de representaciones es suprayectiva.

## Historia
Este problema se denomina más comúnmente problema de Riemann-Hilbert. Existe una versión moderna (módulo D y categoría derivada), la  'correspondencia de Riemann-Hilbert'  en todas las dimensiones. La historia de las demostraciones que involucran una sola variable compleja es complicada. Josip Plemelj publicó una solución en 1908. Este trabajo fue aceptado durante mucho tiempo como una solución definitiva. También se publicó un trabajo de George David Birkhoff en 1913, pero toda el área, incluido el trabajo de Ludwig Schlesinger en deformaciones isomonodrómicas que sería revivido mucho más tarde en conexión con el solitón, pasó de moda.Plemelj (1964) escribió una monografía resumiendo su trabajo. Unos años más tarde, el matemático soviético Yuli Ilyashenko y otros comenzaron a plantear dudas sobre el trabajo de Plemelj. De hecho, Plemelj probó correctamente que cualquier grupo de monodromía puede realizarse mediante un sistema lineal regular que es fuchsiano en todos los puntos menos uno. La afirmación de Plemelj de que el sistema también puede hacerse fuchsiano en el último punto es incorrecta. (Ilyashenko ha demostrado que si uno de los operadores de monodromía es diagonalizable, entonces la afirmación de Plemelj es cierta).
De hecho, Andrei Bolibrukh (1990) encontró un contraejemplo de la declaración de Plemelj. Comúnmente se considera como un contraejemplo de la pregunta precisa que Hilbert tenía en mente. Bolibruj demostró que para una determinada configuración de polos, ciertos grupos de monodromía pueden realizarse mediante sistemas regulares, pero no fuchsianos (en 1990, publicó el estudio exhaustivo del caso de los sistemas regulares de tamaño 3 que muestra todas las situaciones en las que existen tales contraejemplos. En 1978, Dekks había demostrado que para los sistemas de tamaño 2 la afirmación de Plemelj es cierta.Andrei Bolibrukh (1992) e independientemente  () demostraron que para cualquier tamaño, un grupo de monodromía irreducible puede ser realizado por un sistema fuchsiano. La codimensión de la variedad de grupos de monodromía de sistemas regulares de tamaño {\displaystyle n} con {\displaystyle p+1} polos que no pueden ser realizados por sistemas fuchsianos es igual a {\displaystyle 2(n-1)p} (Vladimir Petrov Kostov (1992)). Paralelamente a estos trabajos, la escuela de Grothendieck de geometría algebraica se había interesado en cuestiones de "conexiones integrables en variedades algebraicas", generalizando la teoría de ecuaciones diferenciales lineales en superficies de Riemann. Pierre Deligne demostró una correspondencia precisa de Riemann-Hilbert en este contexto general (un punto importante es delimitar lo que significa 'fuchsiano'). Con el trabajo de Helmut Röhrl, se volvió a cubrir el caso en una dimensión compleja.